# لا گولو
لا گولو (انگلیسی: La Goulue; ۱۲ ژوئیهٔ ۱۸۶۶ – ۲۹ ژانویهٔ ۱۹۲۹) نام هنری لوئیز وبر، یک رقصندهٔ کاباره و هنرمند کان‌کان فرانسوی بود که به عنوان یکی از نمادهای مولن روژ در اواخر قرن نوزدهم شناخته می‌شود. او با شخصیت پرشور و اجراهای جسورانه‌اش، به یکی از چهره‌های برجستهٔ پاریس دوران بل اپوک تبدیل شد.

## زندگی و آغاز حرفه
لوئیز وبر در کان، فرانسه متولد شد و از نوجوانی به دنیای رقص و نمایش علاقه داشت. او ابتدا در سالن‌های کوچک پاریس اجرا می‌کرد، اما با استعداد و شخصیت پرجنب‌وجوشش، به سرعت مورد توجه قرار گرفت. نام مستعار "لا گولو" (به معنای "پرخور") را به دلیل علاقه‌اش به غذا و شراب به او دادند.

## شهرت در مولن روژ
در دههٔ ۱۸۹۰، لا گولو به عنوان رقصندهٔ اصلی مولن روژ شناخته شد و با اجراهای پرشور رقص کان‌کان، توجه هنرمندان و نویسندگان آن دوران را به خود جلب کرد. آنری دو تولوز-لوترک، نقاش برجستهٔ فرانسوی، چندین پوستر و نقاشی معروف از او خلق کرد که امروزه از نمادهای هنر بل اپوک محسوب می‌شوند.

## افول شهرت و زندگی بعدی
پس از سال‌ها موفقیت، لا گولو تلاش کرد نمایش خود را به‌تنهایی اجرا کند، اما نتوانست محبوبیت گذشته‌اش را حفظ کند. او در نهایت ثروت خود را از دست داد و در سال‌های پایانی عمرش، در فقر زندگی کرد. او در ۱۹۲۹ درگذشت و در گورستان مونمارتر به خاک سپرده شد.

## میراث و تأثیرگذاری
لا گولو همچنان یکی از چهره‌های افسانه‌ای مولن روژ و تاریخ رقص کان‌کان محسوب می‌شود. تصویر او در آثار هنری و فرهنگ عامه باقی مانده است و نامش همواره با دوران طلایی کاباره‌های پاریس پیوند خورده است.